# Aquilin de Milan
Aquilin, ou Wezelin (né vers 970 à Wurtzbourg, mort vers 1015 à Milan) est un saint de l'Église catholique, vénéré en particulier à Milan et à Wurtzbourg. Sa biographie est incertaine, les dates peuvent même varier de plusieurs siècles. Il est fêté le 29 janvier.

## Biographie, reliques
Comme nombre de saints catholiques, Aquilin est issu d'une famille noble, fait des études théologiques puis devient prévôt de la cathédrale de Cologne. Mais il refuse d'être évêque et part. Il va d'abord à Paris où il soigne des malades du choléra puis à Pavie, ville où arianistes ou les cathares diffusent leurs doctrines ; il y prêche contre eux. Au cours d'un voyage vers Rome, il s'arrête à Milan où il est poignardé par des hérétiques. Ce martyre est traditionnellement situé le 29 janvier 1018.
Le culte d'Aquilin commence à Milan en 1400 avec la découverte miraculeuse de ses reliques qui sont déposées dans la basilique Saint-Laurent.
En 1469 une bulle du pape Paul II autorise son culte.
En 1600, sous l'épiscopat de Charles Borromée, la chapelle San Genesio est rebaptisée Saint-Aquilin.
En 1705 et 1854, les reliques sont transférées à Wurtzbourg dans la chapelle Sainte-Marie et l'église Saints-Pierre-et-Paul.

## Articles connexes

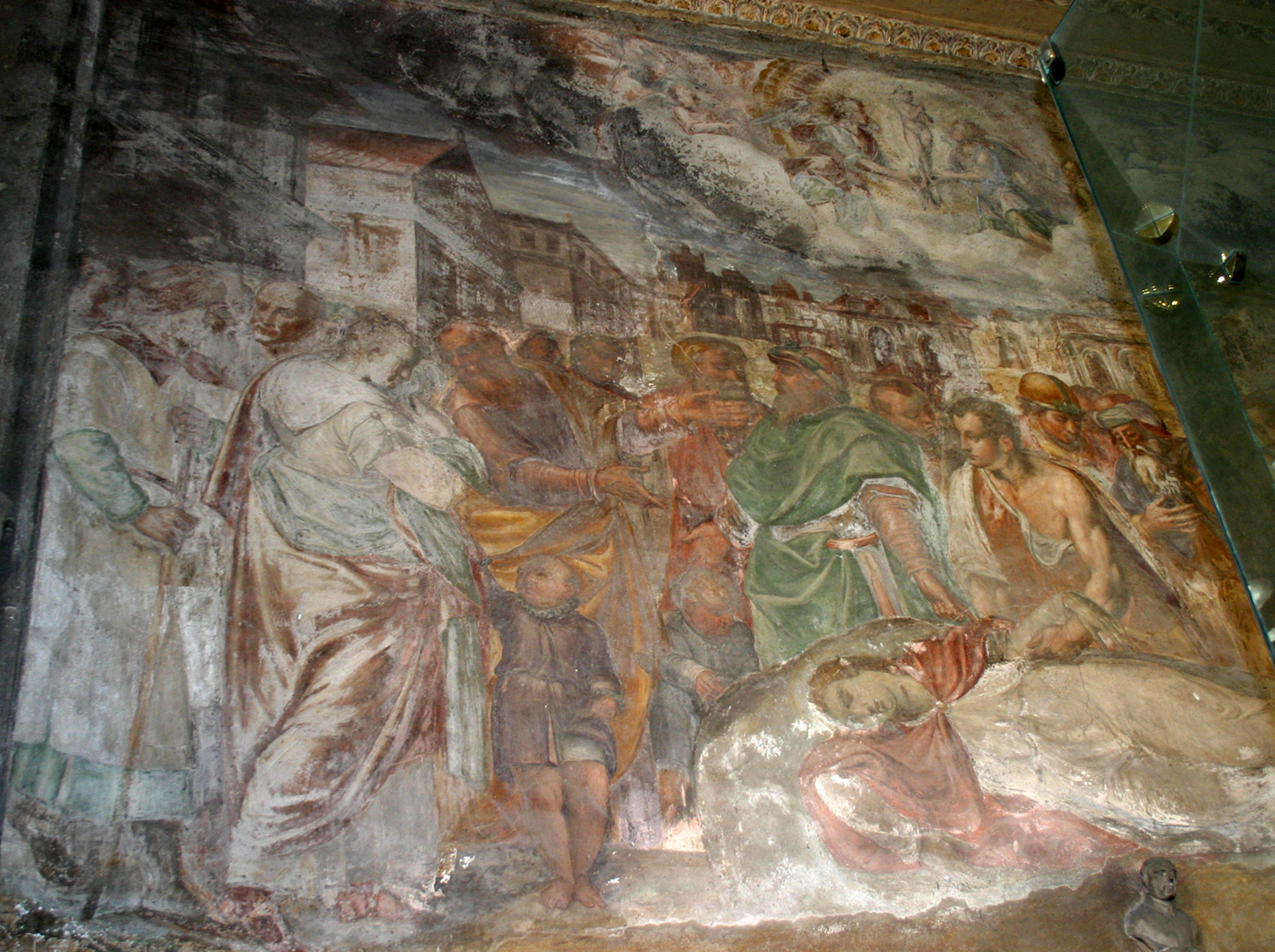
Carlo Urbino, Découverte des restes de saint Aquilin
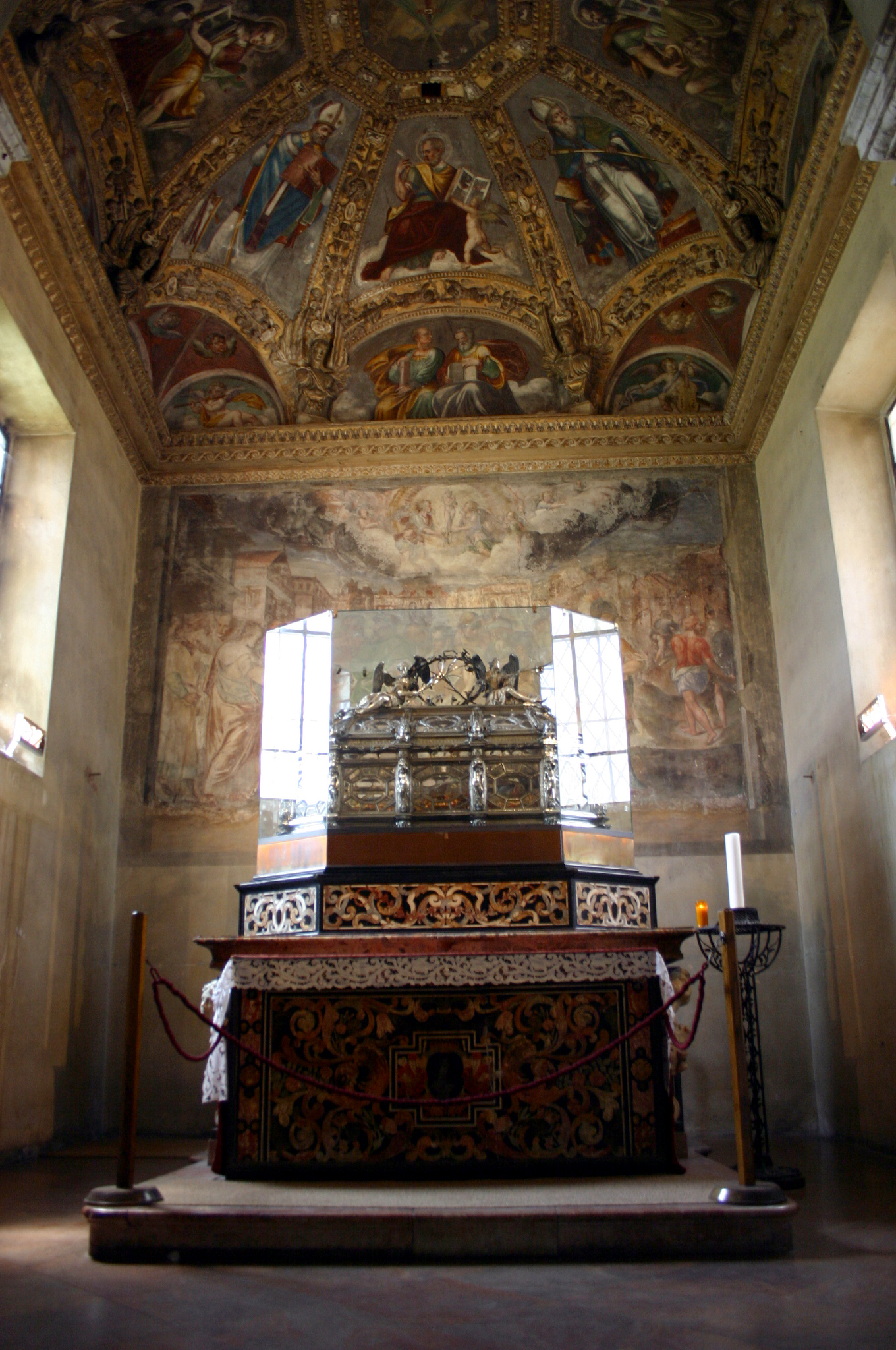
Reliquaire de saint Aquilin à la basilique Saint-Laurent de Milan.
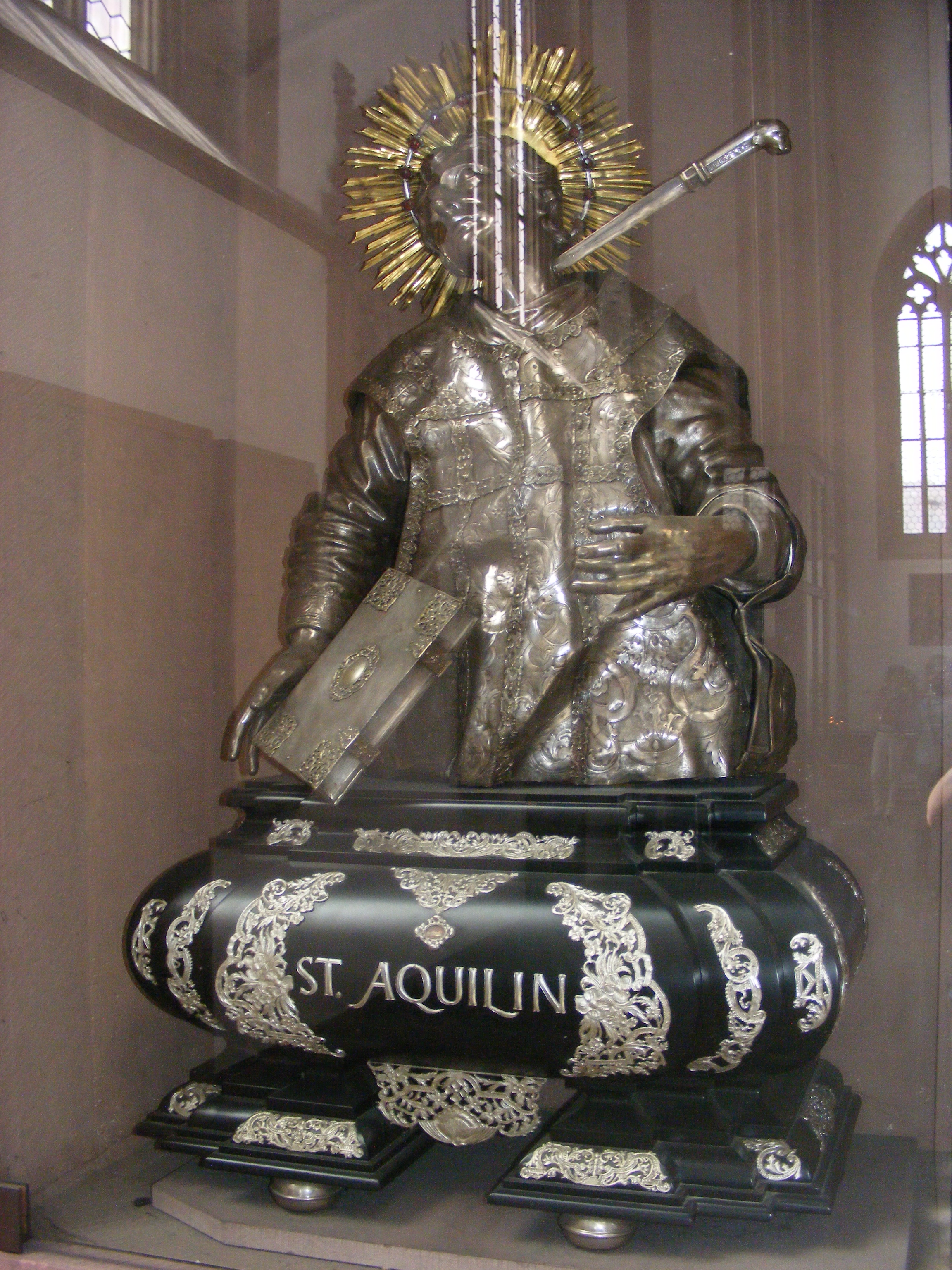
Reliquaire à la chapelle Sainte-Marie de Wurtzbourg
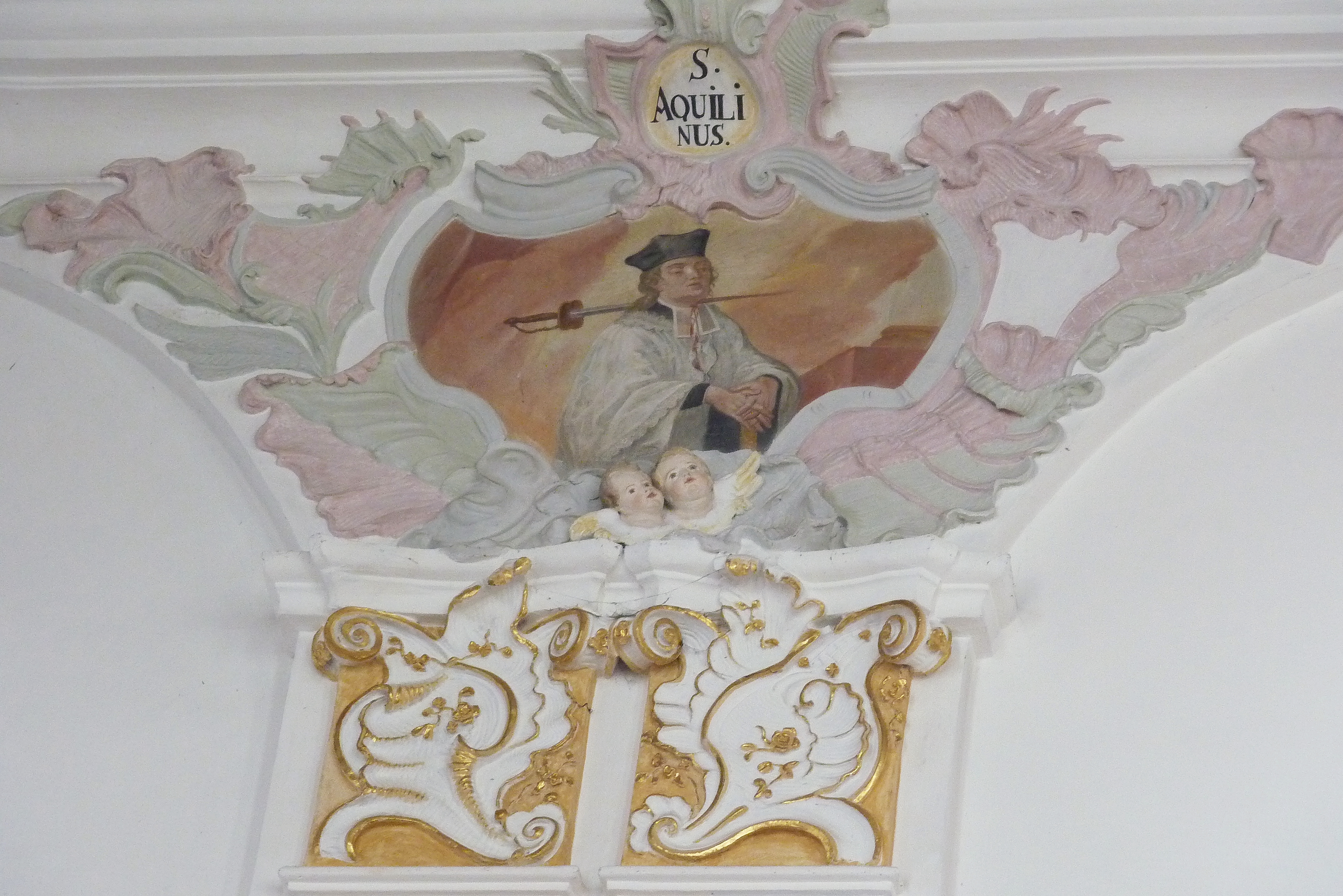
Peinture dans l'église de Winterbach

## Source, notes et références
1. ↑  (de) diocèse de Wurtzbourg, « Heiliger Aquilinus » [« Saint Aquilin »], sur heilige.bistum-wuerzburg.de.
2. ↑  (it) Emilia Flocchini, « Sant' Aquilino Sacerdote e martire », sur Santi e Beati, santiebeati.it, 28 janvier 2017 (consulté le 12 octobre 2017).

- (de) Cet article est partiellement ou en totalité issu de l’article de Wikipédia en allemand intitulé « Aquilin (Heiliger) » (voir la liste des auteurs).
- Fiche de Nominis